# Lance Blankenship
Lance Blankenship é um ex-jogador profissional de beisebol norte-americano.

## Carreira
Lance Blankenship foi campeão da World Series 1989 jogando pelo Oakland Athletics. Na série de partidas decisiva, sua equipe venceu o San Francisco Giants por 4 jogos a 0.